# Ärlig
|  | Wiktionary har en ordboksartikel om ärlig. |

Ärlig är ett svenskt efternamn, som också kan stavas Ährlig. Den 31 december 2014 var följande antal personer bosatta i Sverige med stavningsvarianterna:
- Ärlig 110
- Ährlig 10

Tillsammans blir detta 120 personer. Ärlig används för bokstaven Ä vid svensk bokstavering, men de 2 personer som enligt Statistiska Centralbyrån har Ärlig som förnamn, har det som mellannamn. Det har då sannolikt sitt upphov som efternamn. Namnet Ärlig har använts som soldatnamn. Centrala soldatregistret innehåller ett 80-tal registreringar av namnet, varav många dock är dubbelföringar.

## Personer med efternamnet Ärlig
- Wilhelm Ärlig (född 2000), fotbollsspelare